# Есад Казазовић
Есад Казазовић (Травник, 24. јун 1908 — Травник, 25. мај 1978) био је југословенски и босанско-херцеговачки глумац.

## Биографија
Завршио је четири разреда гимназије. Први глумачки ангажман добио је 1927. у путујућој трупи Мише Милошевића, а затим у трупи Стојана Живановића. Био је члан више путујућих позоришта, а потом је ангажован у Народном позоришту у Пожаревцу (1932/33), Београдском малом позоришту Душана Животића (1933/34) и Српском народном позоришту у Новом Саду (1934–1937). Као члан ансамбла Народног позоришта у Бањој Луци играо је у више од 100 представа (1937–1941). Током Другог свјетског рата глумио је у Сарајеву (1941– 1944), а затим у Ужицу (1944–1949), гдје је почео и да режира. У Сарајево се вратио 1949. године, гдје је и пензионисан. Тридесетогодишњицу умјетничког рада прославио је у Сарајеву улогом Јеротија у Сумњивом лицу. Остварио је неколико запажених улога на филму. Неколико година организовао је сталешка удружења. На сцени је деловао уверљиво и имао је изузетно добру и правилну дикцију. Најбоље улоге остварио је у драмском романтичарском и херојском репертоару. Био је ожењен Божицом Зором, такође глумицом. Добитник је награде Министарства просвете Народне републике Србије за режију Сумњивог лица 1948. и Шестоаприлске награде града Сарајева. Преминуо је у Травнику послије дуге и тешке болести.

## Филмографија
| Год.  | Назив                 | Улога               |
| ----- | --------------------- | ------------------- |
| 1950. |                       |                     |
| 1954. | Стојан Мутикаша       |                     |
| 1955. | Ханка                 |                     |
| 1959. | Врата остају отворена |                     |
| 1960. |                       |                     |
| 1961. | Велика турнеја        | Предсједник општине |
| 1964. | Добра коб             | Чика Јанко          |
| 1968. | Сунце туђег неба      |                     |
| 1968. | Сарајевски атентат    | Отац Симе Милића    |
| 1970. |                       |                     |
| 1971. | ТВ театар             | Инспектор/судија    |
| 1975. | Доктор Младен         |                     |